# Canicattini Bagni
Canicattini Bagni est une commune italienne de la province de Syracuse dans la région Sicile en Italie.

## Administration
| Période                                  | Période  | Identité     | Étiquette    | Qualité |
| ---------------------------------------- | -------- | ------------ | ------------ | ------- |
| 14 mai 2007                              | En cours | Paolo Amenta | Lista civica |         |
| Les données manquantes sont à compléter. |          |              |              |         |

### Communes limitrophes
Noto, Syracuse